# 瓜達盧佩山谷
瓜達盧佩山谷（西班牙語：Valle de Guadalupe），墨西哥下加利福尼亞州恩森那达的一個地區，以巴哈地中海菜和葡萄酒聞名。它位於恩森那達以北20 km（12 mi），距離聖伊西德羅入境口岸113 km（70 mi），是美國遊客的熱門觀光地點。

## 外部連結
- History of the Valley of Guadalupe and other wine-producing villages.
- Pryguny in Baja California, Mexico （页面存档备份，存于）, by Andrei Conovaloff, Updated: 30 July 2016.